# Menua
Menuas (em armênio/arménio:  Մենուա) foi o quinto rei de Urartu de c. 810 a.C. a aproximadamente 786 a.C. O nome às vezes é escrito como Menua ou Minua. Em armênio, Menuas é traduzido como Manavaz (Manaz). O nome Menuas pode estar etimologicamente conectado ao nome grego antigo Minos.